# Крутые Верхи (Калужская область)
Крутые Верхи — деревня в Перемышльском районе Калужской области, в составе муниципального образования Сельское поселение «Деревня Большие Козлы».

## География
Расположена в 24 километрах на северо-восток от районного центра — села Перемышль. Рядом деревни Морозовы Дворы и Зябки.

## Население
| 2002 | 2010 |
| ---- | ---- |
| 1    | ↗4   |

## История
Поселение известно с петровских времён. В атласе Калужского наместничества, изданного в 1782 году, упоминается и нанесена на карты деревня Крутые верхи Перемышльского уезда, 31 двор и по ревизии душ — 171.

Деревня Крутые верхи с пустошами Анны Алексеевны Хитровой, на левом берегу оврага безымянного при копанных колодезях.., крестьяне на оброке.— Описания и алфавиты к Калужскому атласу
В 1858 году деревня (вл.) Крутые Верхи 1-го стана Перемышльского уезда, при колодцах, 45 дворов — 434 жителя, по левой стороне Одоевского тракта.
В «Списке населённых мест Калужской губернии», изданного в 1914 году, упоминается деревня Крутые Верхи Желовской волости Перемышльского уезда Калужской губернии в которой постоянно проживало 750 человек, с собственной земской школой.
В годы Великой Отечественной войны деревня была оккупирована войсками Нацистской Германии с начала октября по 20 декабря 1941 года. Освобождена в ходе Калужской наступательной операции частями 50-й армии генерал-лейтенанта И. В. Болдина.